# トヨタ・ハイブリッド・システム

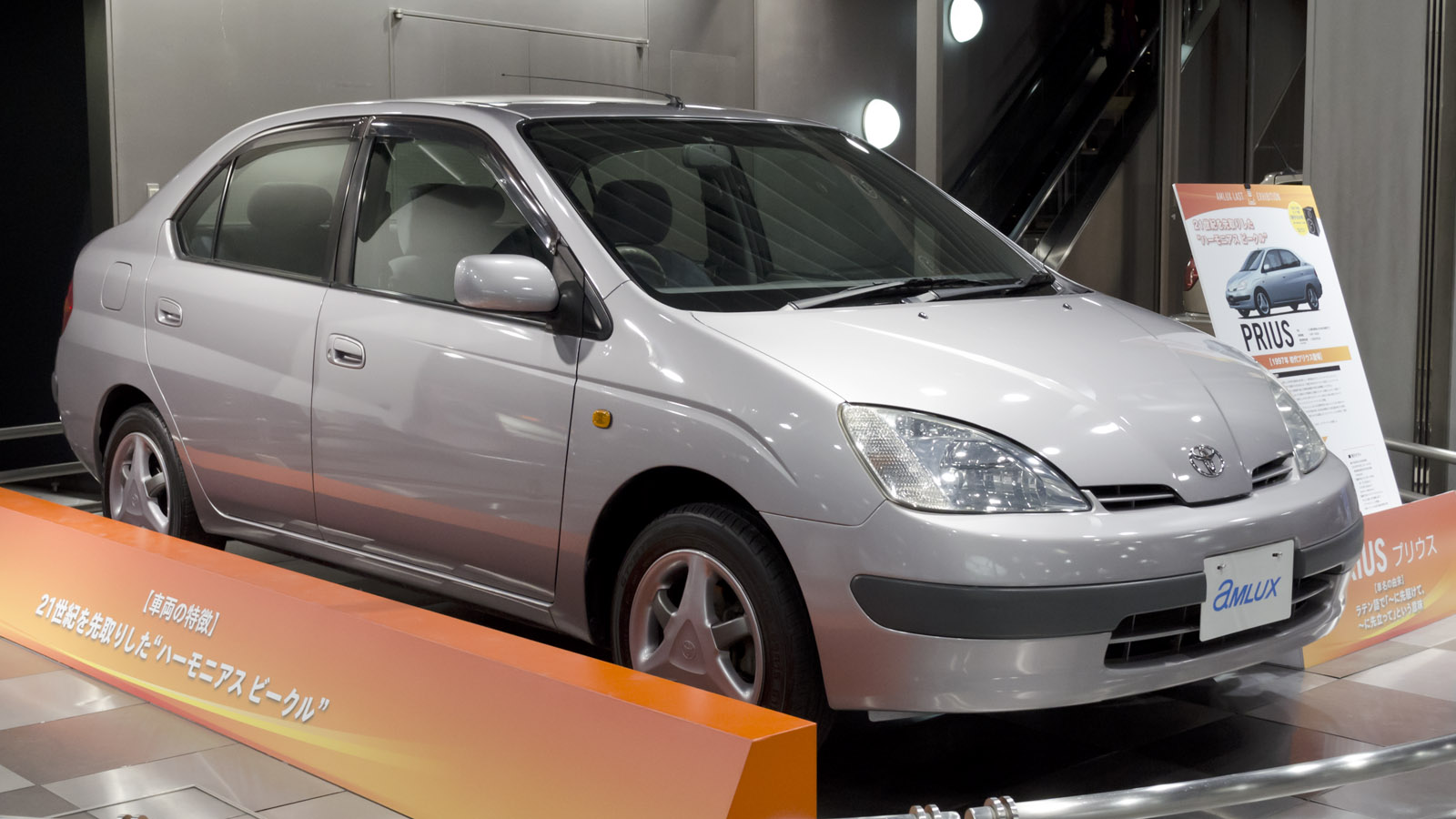
初代プリウス

トヨタ・ハイブリッド・システム (TOYOTA Hybrid System) とは、トヨタ自動車が開発したハイブリッドカーの機構。略称は「THS」。1997年に登場した世界初の量産ハイブリッドカーシステムである。

## 概要
発電用（MG1）と駆動・回生ブレーキ用（MG2）の2つのモーターを採用するスプリット式ハイブリッド（シリーズパラレル式ハイブリッド、ストロングハイブリッド）の代表格として、世界のハイブリッド戦線の第一線で活躍している。トヨタ子会社のアイシン（旧アイシン・エイ・ダブリュ）が共同開発パートナー及び製造を担う。
一般的にこのシステムでのトランスミッションは「電気式無段変速機（E-CVT）」などと表記されるが、厳密にはトランスミッションは存在せず、代わりに遊星ギアによる動力分割機構の高度な制御により、エネルギーを駆動や充電に振り分けている。これによりエンジンを駆動に使いつつ同時に発電にも用いることを可能としている。また高効率・低出力なアトキンソンサイクル（ミラーサイクル）エンジンとは非常に相性が良いため、現在トヨタの全てのTHS搭載車がこれを採用している。
マイルドハイブリッドやi-DCDに代表される一般的なハイブリッドのパラレル式と比較すると、システムの判断で自在にエンジンを回したり止めたり（EV走行）することができる上、エンジンが回っている間は同時にバッテリーへの充電もできるため、安定的かつ圧倒的な低燃費を可能としている。一方でパドルシフトを含め有段変速にすることが容易ではなく、車マニアからは退屈と言われることが多い。また、従来は大きなスペースを必要としたため四輪駆動とも相性は良くなく、2020年登場の4代目ヤリス（日本では初代）まで小さめの車種に四輪駆動版の『E-Four』が搭載されることは無かった。また複雑さゆえにコスト・価格が高いため、その普及率とは裏腹にトヨタのハイブリッド車の販売比率はパラレル式をメインとするメーカーより低い。
バッテリーは従来はプライムアースEVエナジー社製ニッケル水素電池一辺倒であった。これはリチウムイオン電池と比べると充放電効率やエネルギー密度では劣るが、比較的安価で気温の変化にも左右されづらい点で優れていた。第4世代目以降は一転してリチウムイオン電池への移行が進んでいるが、並行してバイポーラ式で効率を高めたニッケル水素電池も初採用するなど、試行錯誤しながら車種の特性などによって使い分けられている。
モーターは第2世代目まで大トルク・低回転傾向であったが、小型化・軽量化を図るため、第3世代目以降は一転して小トルク・高回転型へとシフトしている。プリウスで比較すると、第1世代のモーターは最大30 kw/5,600回転で5.1 Lの容積を必要としたが、2020年現在の第4世代は53 kw/17,000回転で2.2 Lと半分以下の大きさで1.7倍の出力を得ている。2022年登場の第5世代はさらに15％軽量化の上、プリウスの1.8Lモデルで70kW（回転数は非公表）に達している。
2017年に10代目カムリに搭載されて以来、ダイナミックフォースエンジンと組み合わせたハイブリッドシステムを採用し、パワーと燃費の両立を図る車種が増加しているが、エンジンを従来型から換装せずに、モーターやECUのみ大幅に改良しているパターンも存在する。(例:4代目ノア・ヴォクシー、センチュリーSUV)
THS搭載車は2002年3月に世界累計販売台数10万台、2007年5月に100万台、2017年1月に1,000万台を突破した。
2007年ノルウェーを皮切りにカーボンニュートラルが世界的に取り組まれ、日本でも2050年までにカーボンニュートラル宣言を2020年に政府が表明して以来、自動車の踏力源としてEVや水素などの選択肢が増える中、2024年5月28日トヨタ・スバル・マツダが共同でマルチパスウェイ戦略の元、更なるHVの効率化を目指し、よりコンパクトで高効率な次世代の小排気量4気筒エンジンを発表。

## 系譜

### 前史
トヨタのハイブリッド研究は、1975年（昭和50年）に発電にガスタービンエンジンを利用したターボ・エレクトリック方式を採用したセンチュリーのコンセプトカーに遡る。同時期に発生したオイルショックの影響などもあって電気駆動の研究が進み、1992年（平成4年）にはEV開発部が誕生。タウンエース、クラウンマジェスタ、RAV4などをベースにした電気自動車 (EV) や、シリーズ式ハイブリッドのコースターなどが公道モデルとして開発され、THSの礎を築いた。

### 第1世代

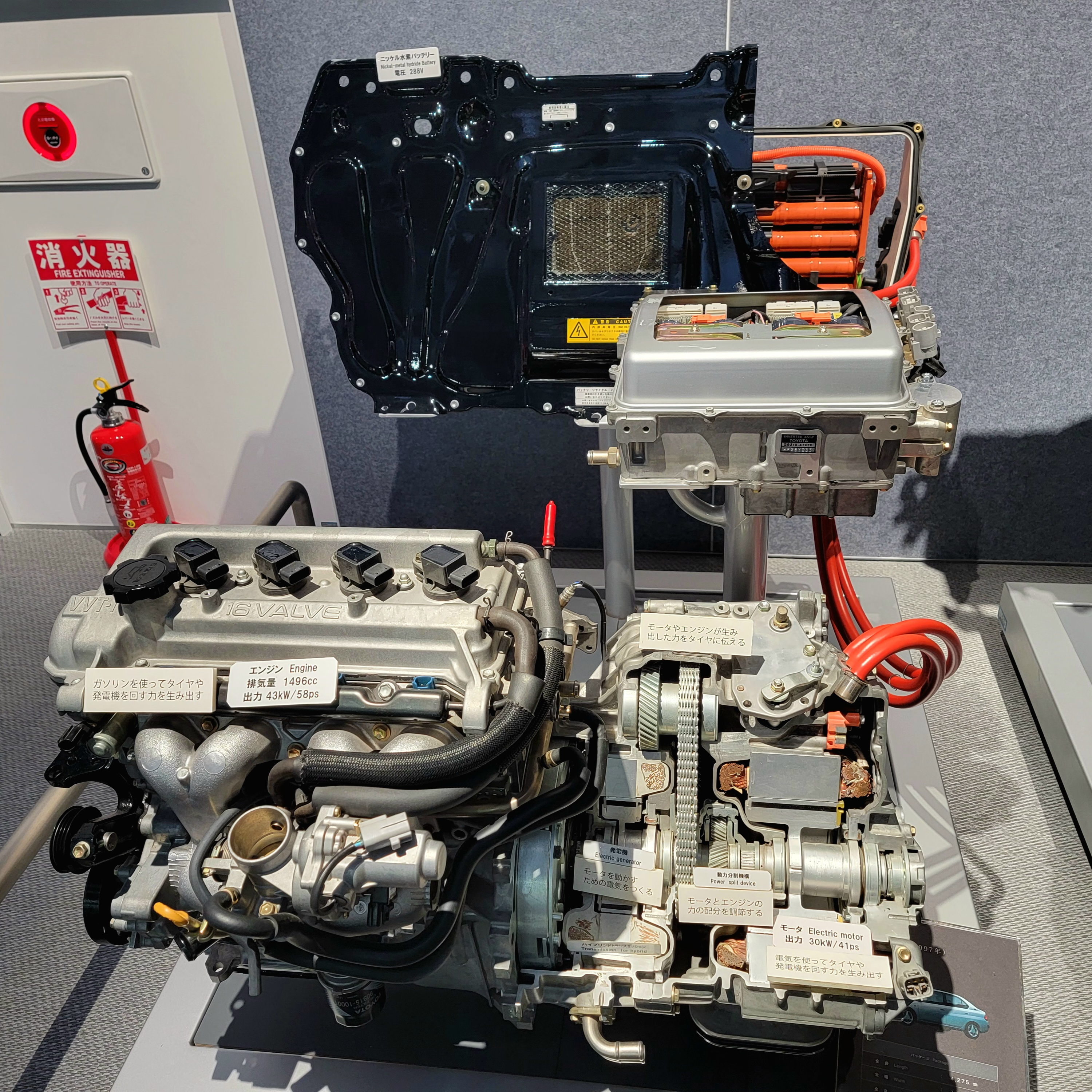
初代プリウス用ハイブリッドシステムのカットモデル

1997年（平成9年）に、世界初のスプリット式（動力分割式）ハイブリッドシステムを搭載した初代プリウスが登場。バッテリーはRAV4 EVの開発で培ったニッケル水素タイプを採用した。当時「売れば売るほど赤字が出る」とされていたハイブリッドだが、トヨタはこれをわずか215万円で販売し、エコ技術の普及に励んだ。またこの頃はCVTを組み合わせた「THS C」を採用したエスティマハイブリッドや、マイルドハイブリッドシステムの「THS M」を搭載したクラウン、燃料電池自動車のハイブリッド「FCHV」など、現在知られるTHSとは異なった機構もいくつか開発されており、試行錯誤していた様子が覗える。
後輪に駆動用モーターを追加した四輪駆動版の「E-Four」も開発され、エスティマハイブリッドのTHS-Cと組み合わせて搭載された。さらに同車にはAC100Vのコンセントも備わった。
第1世代は次世代登場までに、世界で13万台の売上を記録した。

### 第2世代

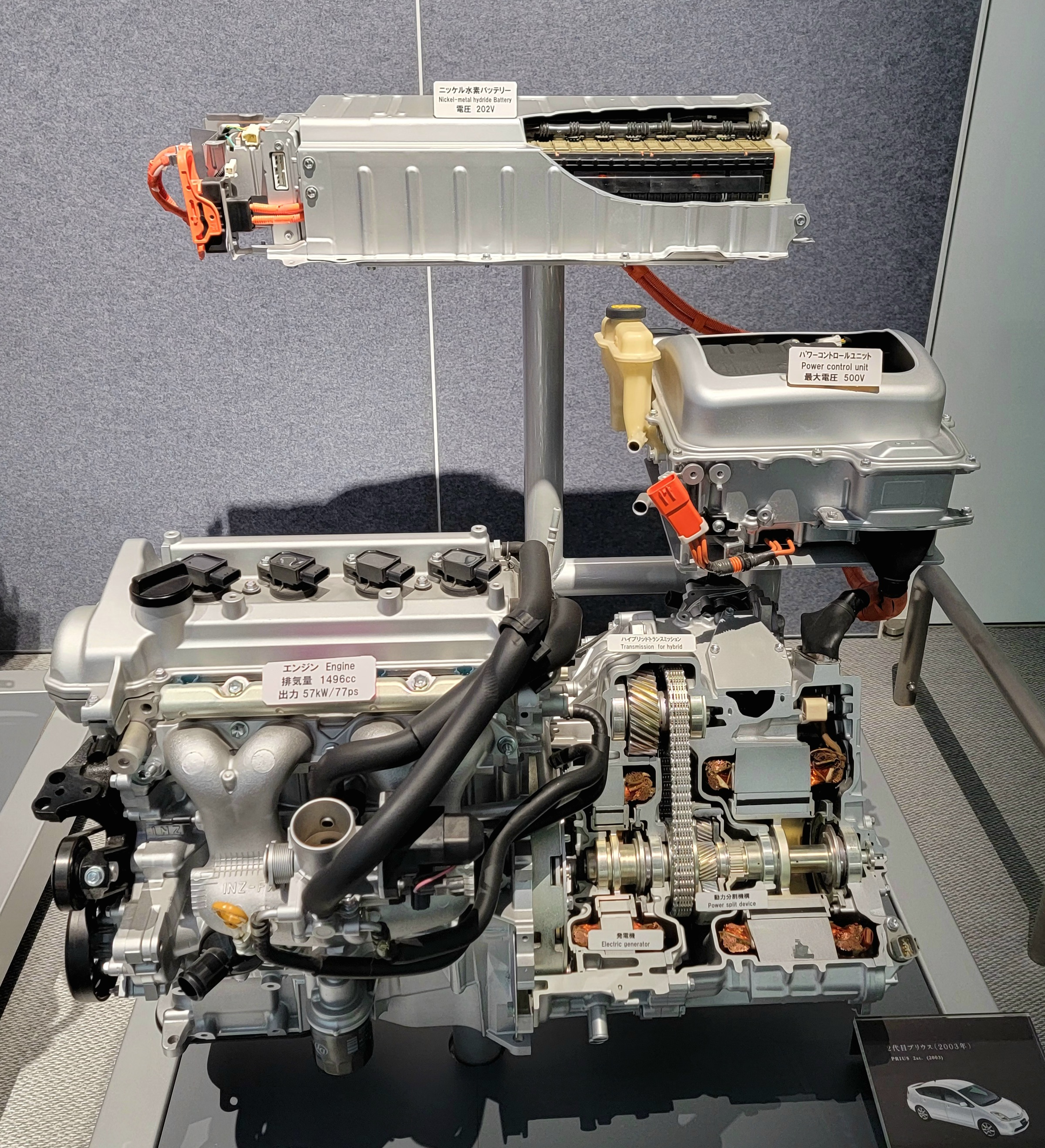
2代目プリウス用ハイブリッドシステムのカットモデル

2003年発売の2代目プリウスとともに、「ハイブリッド・シナジー・ドライブ (HYBRID SYNERGY DRIVE)」を掲げるTHS IIが発表された。エンジン、モーター、バッテリー、制御技術などの各部がブラッシュアップされた上、時速55km以下での走行中にエンジンを停止し、バッテリーのみで駆動させることが可能な「EVモード」が追加され、燃費を大きく向上させた。走りの質感も大幅に向上し、北米カー・オブ・ザ・イヤーおよびヨーロッパ・カー・オブ・ザ・イヤーを受賞している。
レクサス・GS450hでは、後輪駆動車専用となる2段リダクション機構付き機構が採用された。6速ATと同等のサイズとなるこの機構は、電子制御により"Lo"と"Hi"の2つのギヤを走行状態に応じて自動的に切り替えることで、従来の3倍のエネルギー効率とパワー向上を実現した。

### 第3世代

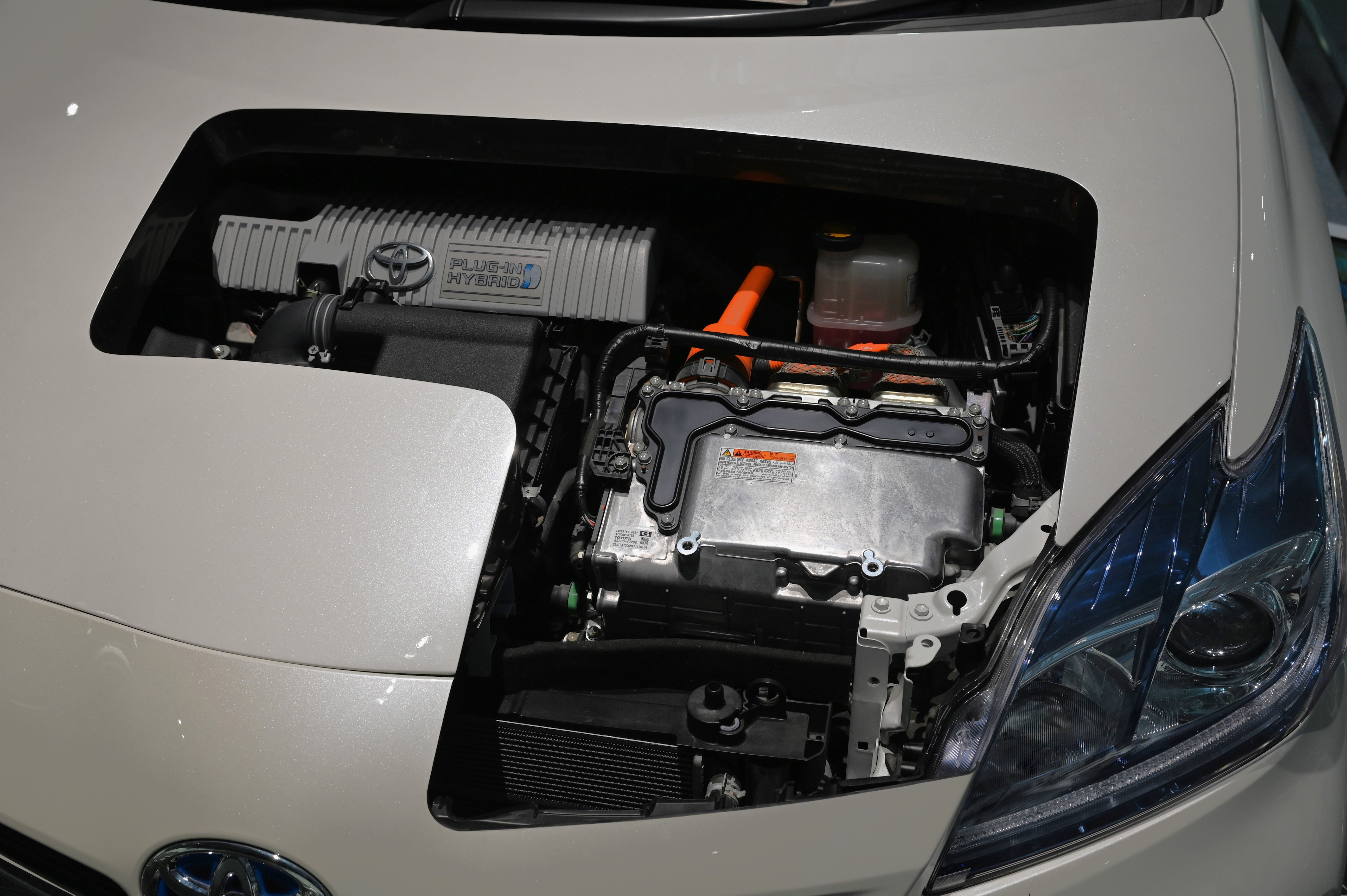
プリウスPHVのカットモデル（フロント部）
エンジン（写真左）とパワーコントロールユニット（写真右）

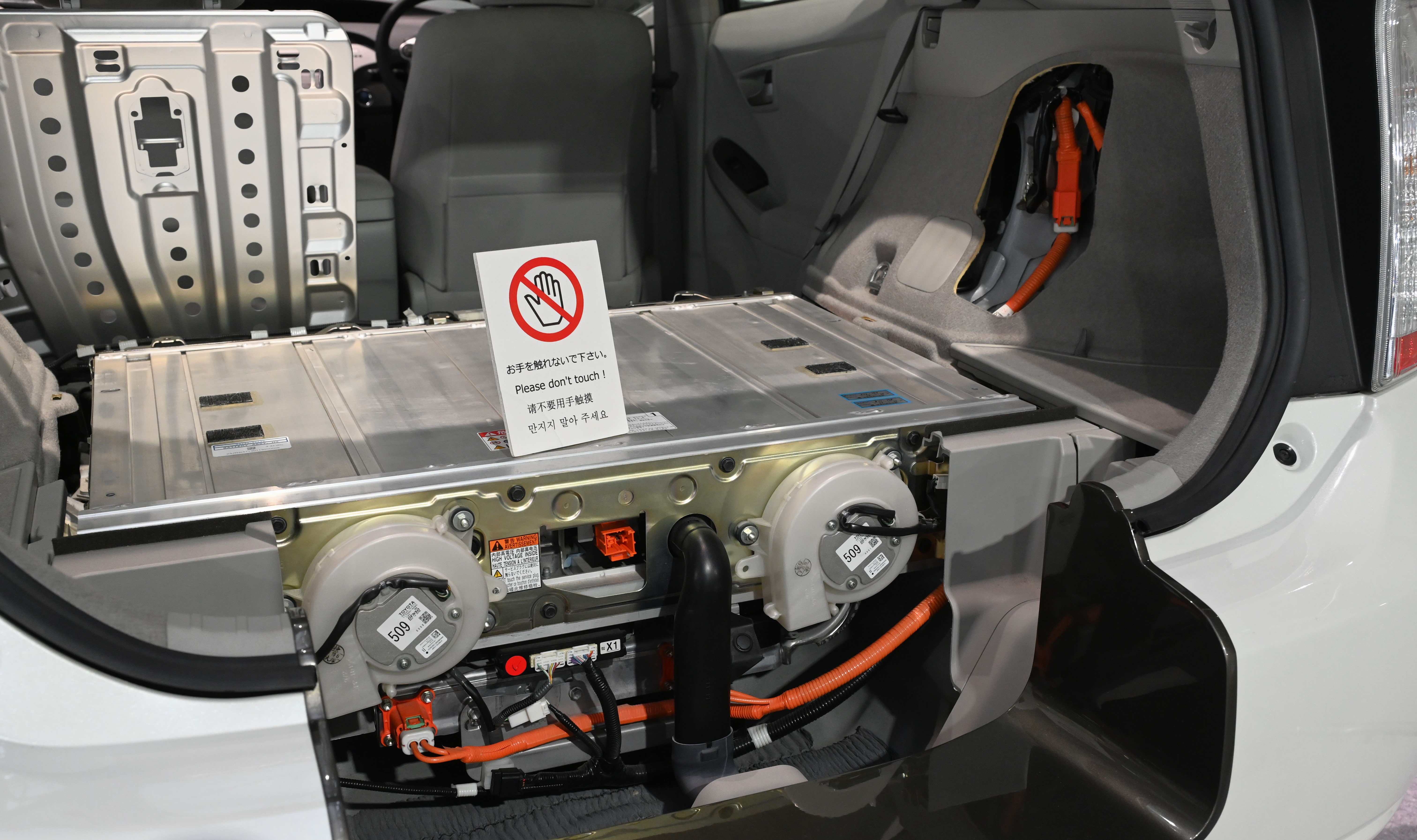
プリウスPHVのカットモデル（リア部）
リチウムイオンバッテリー

2009年の3代目プリウスに、全体の9割以上を新開発した「リダクション機構付きTHS II」を初採用。モータートルクを増幅させるリダクションギアの開発により軽量化・小型化・低コスト化が大きく進み、従来のTHS車がベース車に比べ200kg～400kgもの重量増を強いられていたのを、この第3世代では最低で50kg差にまで抑えることに成功している。11代目カローラシリーズ（2代目カローラアクシオ/3代目カローラフィールダー）や3代目ヴィッツ（3代目ヤリス）のような5ナンバー大衆車やシエンタのような小型ミニバンにもハイブリッドが採用されるなど、爆発的にハイブリッドカーを普及させた。特にハイブリッド専用コンパクトカーのアクアは、プリウスとともに日本の乗用車市場を支配し続けた。
プリウスは大容量リチウムイオン電池を採用したプラグインハイブリッド (PHV) モデルもリース販売され、2012年には一般の消費者にも販売された。
なおプリウスは従来より排気量が300cc拡大されている。ダウンサイジングコンセプトがもてはやされエンジンの小型化こそが正義とされていた当時は賛否両論を生んだが、大型化により中高速域のトルクをアップさせたことで、苦手とされていた高速道路の巡航でも安定した燃費・動的質感を確保することが可能になった。加えてクールドEGRも採用され、実用燃費は大幅に向上した。これらのことから海外でもTHS IIが評価され始め、2020年現在ではトヨタが欧州で最もハイブリッド販売率の高いメーカーとなっている。
またプリウスαから、デンソーが開発したばね上制振制御の採用が開始されている。これはモーターのトルクを制御して車体の前後方向の揺さぶり（ピッチ）を抑える技術で、これ以降に登場したほとんどの2モーター式のTHS車（四代目ハリアーのPHEV仕様など一部例外を除く）に採用され、後に一部の非ハイブリッド車にも展開された。
レクサスではCT200hに6段パドルシフトが採用されているが、他の車種には展開されなかった。
第3世代は息が長く、2015年に第4世代が登場してから4年後の2019年にもプロボックス/サクシードに第3世代の搭載グレードが追加された。市場での評価も高く、アクアは同じく2019年に月間販売台数で1位を獲得した。第5世代が登場して3年目の2024年時点でも、複数車種に渡って第3世代搭載車のラインナップが続けられている。

### 第4世代

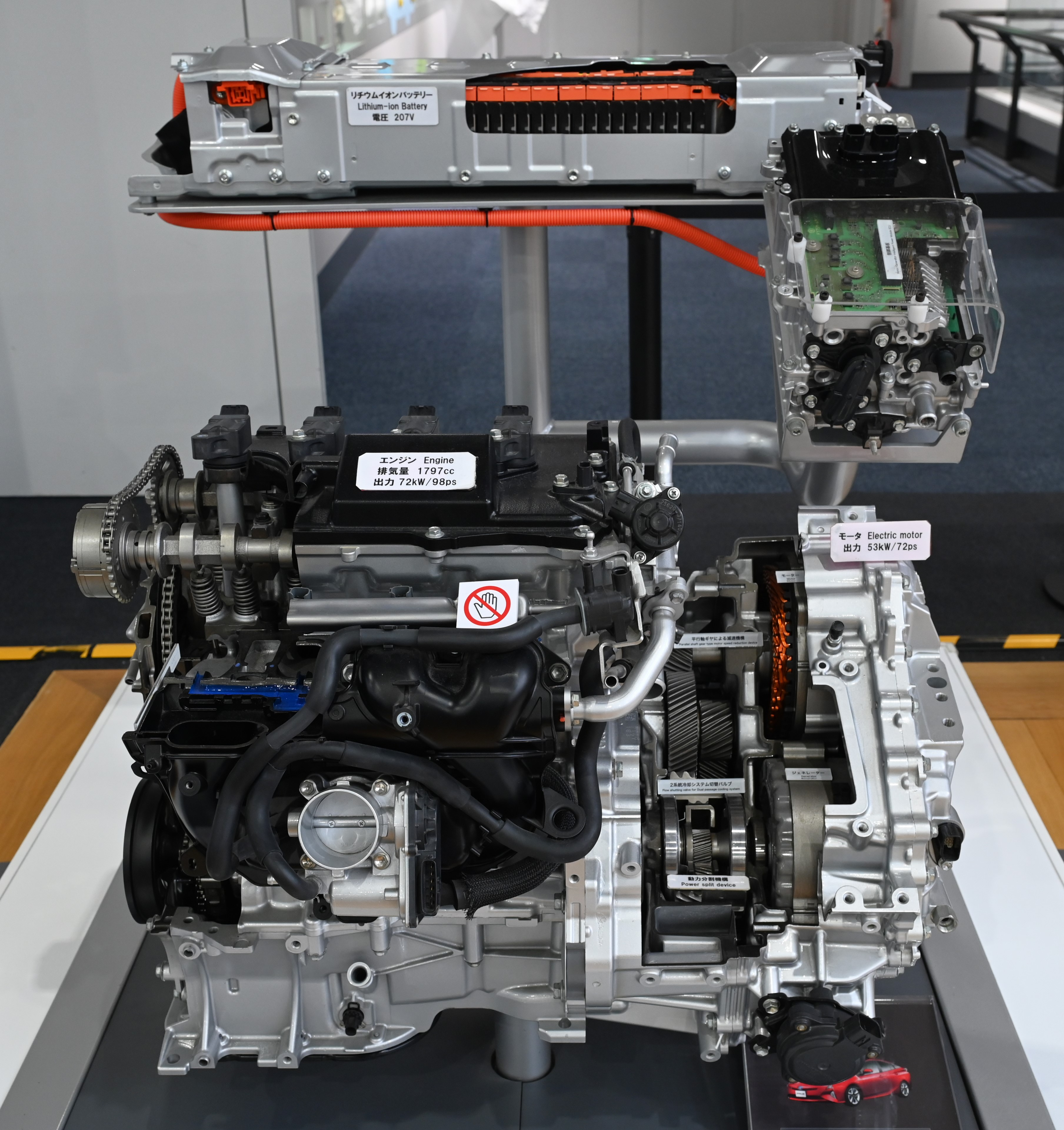
4代目プリウス用ハイブリッドシステムのカットモデル

2015年末発売の4代目プリウスで採用。リダクション機構の平行軸歯車化による小型化・駆動損失の低減、バッテリーやPCUなどの小型化・軽量化など、多数の細かい部分での改良が重ねられた。一方で動力分割機構を用いるという根本思想は変わっていないことや、引き続き多数ラインナップされる第3世代モデルが旧式にならないようにという配慮から、引き続き名称は『THS II』が用いられることとなった。プリウスは最大出力こそ下げた（136→122馬力）ものの、実用領域でのトルクとドライバビリティを向上させ、JC08モードで40km/Lに到達するという圧倒的な低燃費を実現した。
EV走行可能な速度は110km/hを超え、車種によっては135km/hに達する。
プリウスPHVはエンジンとトランスアクスルの間にワンウェイクラッチを採用することで、発電専用であったMG1も駆動に参加させることが可能となる『デュアルモータードライブ』を採用。バッテリー容量の拡大と合わせて力強い加速を可能とした。
タンブル流の改善を中心にエンジン側も進化が続けられており、4代目プリウス/初代C-HR/12代目カローラシリーズ（セダン/ツーリング/スポーツ/クロス）の2ZR-FXE型エンジンで燃焼効率40%、10代目カムリ/5代目RAV4（日本市場4代目）/4代目ハリアーなどへ搭載された「ダイナミックフォースエンジン」のM20A-FXS型、および4代目ヤリス（日本仕様初代）へ搭載された同「ダイナミックフォースエンジン」のM15A-FXE型エンジンではそれぞれ41%に達している。
2018年発表の2.0Lダイナミックフォースエンジン版では、加速時にエンジン回転数を下げるという従来の常識とは逆の制御によりリニア感を高めている。この2.0L版は先述の2ZR-FXE版と搭載車種が被るが、こちらはシステム合計183馬力と逆に高出力化されており、欧州を中心に展開されている。また1.5L版もダイナミックフォースエンジンの採用により馬力を向上（100→115馬力）させていることから、"第4.5世代"とも呼ぶべきシステムの変化がエンジンの世代交代とともに起きている。
4世代目ともなるとバッテリーの小型化はかなり進み、4代目ヤリスは後輪サスペンションを2リンク式のダブルウィッシュボーン式サスペンションにして省スペース化することで、小型車で初めてE-Fourの搭載が可能となった。
この世代からPHV以外にもリチウムイオン電池も採用されるようになったが、2代目アクアでは豊田自動織機との共同開発により高効率なバイポーラ型ニッケル水素電池も新搭載するなど、ニッケル水素電池の研究開発も継続して行われている。
2016年以降に発売されたトヨタ車は、OEM販売車種やスポーツカー、ピックアップトラックなどの例外を除く全乗用車がTHS IIをラインナップしている。2018年にフルモデルチェンジされたセンチュリーも、国産唯一であったV型12気筒エンジンを廃止してV型8気筒+THS IIへ改められた。
このほかレクサス・LC500hには、従来トランスミッションを搭載することが困難であったTHSに4段変速（疑似10速）を採用した『マルチステージハイブリッド』を新開発。LCとプラットフォーム（GA-Lプラットフォーム）が共通のLSおよびクラウンにも搭載された。

### 第5世代

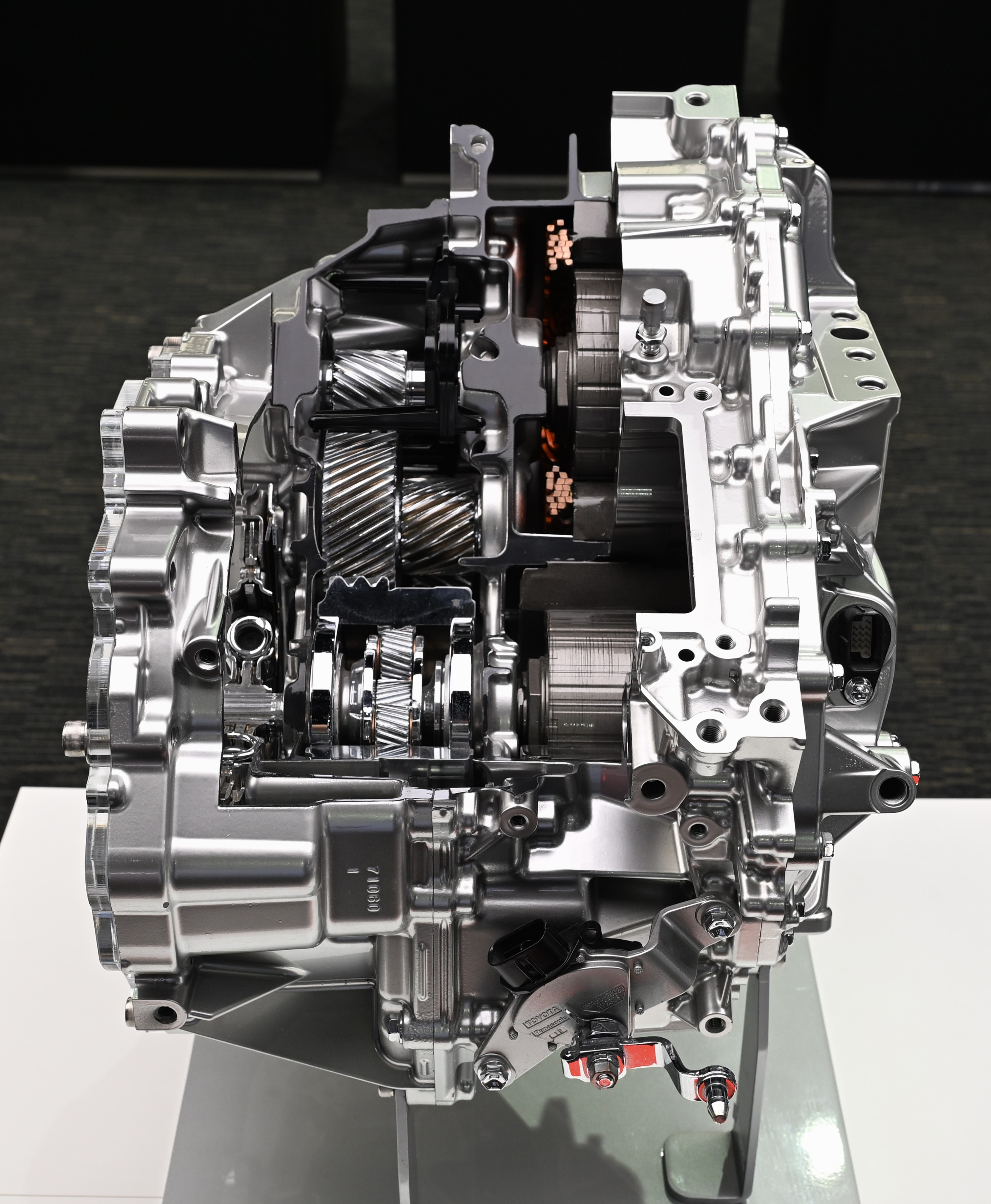
第5世代THS用ハイブリッドトランスミッション（CVT、駆動用モーター、ジェネレーター）

2022年1月のノア/ヴォクシーのフルモデルチェンジに伴い、THSは第5世代へと進化。プリウス以外の車種でTHSの世代交代が行われるのは初である。名称は『トヨタシリーズパラレルハイブリッド』と大きく改名された。
エンジンの2ZR-FXEはほとんど従来通りで大きな変更は無いものの、電動モジュールはトランスアクスル・PCU・バッテリーなどでさらなる小型化と効率化を進めており、PCU単体では29%の損失低減を実現。トランスアクスルのオイルは従来はガソリン車と同じ仕様のATフルードを用いていたが、この世代からTHS専用の低粘度オイルを新開発している。また従来の「キーン」という高周波音の原因であった、スイッチングを高周波にして、人間に聞こえない領域まで持っていくことで低減した。
E-Fourは従来は誘導モーターで最高30 km/hまでしか使えない補助的なものに留まっていたのに対し、この世代でPMモーター化したことにより出力を従来比6倍に増加させ、最高150 km/hまで駆動してコーナーリングにも寄与できる本格的な四輪駆動になった。
トヨタのコネクティッドサービスである「T-CONNECT」とも連携し、走行履歴や地図情報から学習した上でEVモードや充電量の制御をすることで、より低燃費を実現する「先読みエコドライブ」もこの世代で加わっている。
2022年発売の16代目クラウンでは、"RS"グレードにおいて第1世代以来となる1モーター式が復活。ターボエンジンと併せて『デュアルブーストハイブリッド』と名乗るこの方式は、前輪をエンジン、後輪をモーターで駆動するハイパフォーマンス型のハイブリッドとなっている。

## モータースポーツ

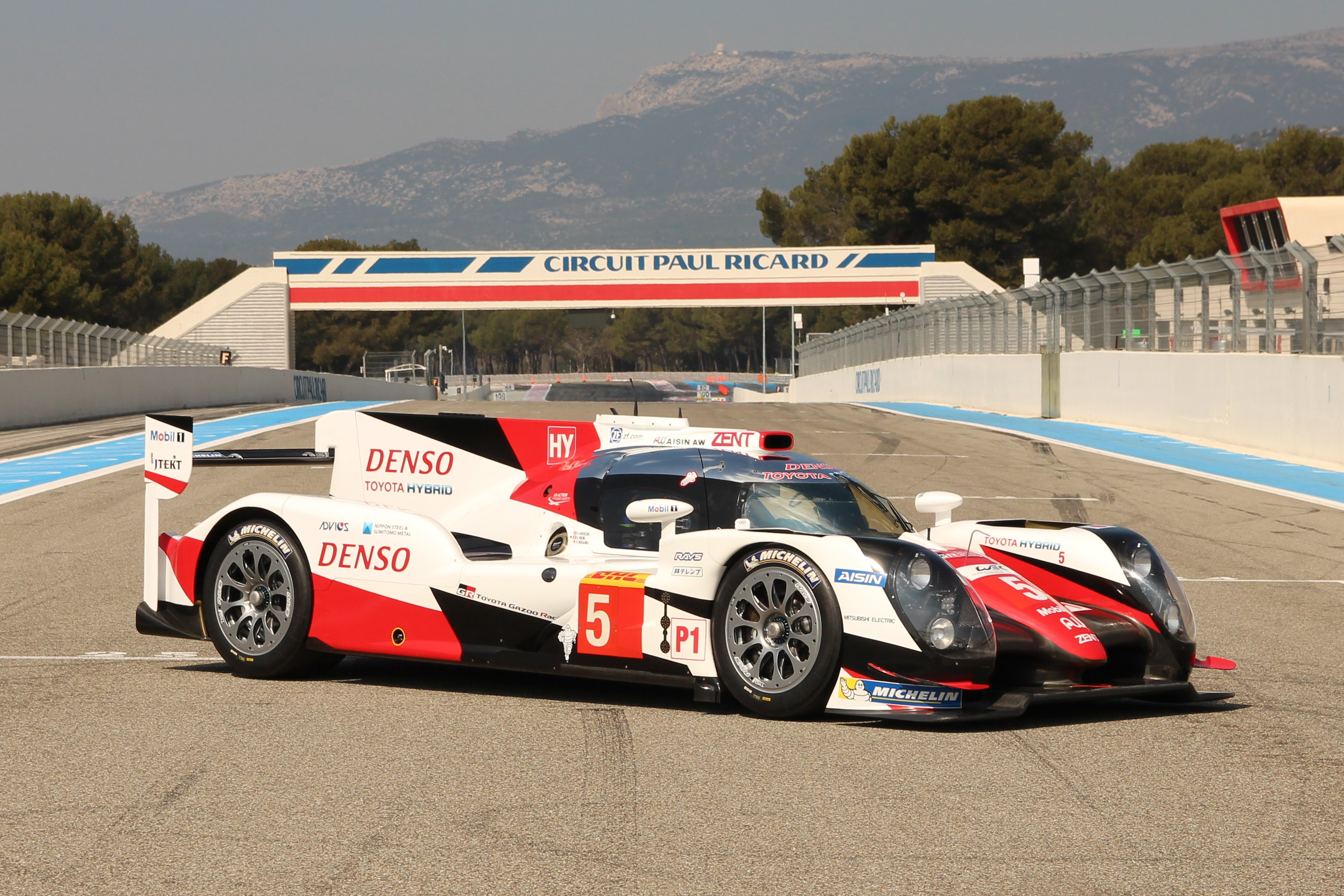
トヨタ・TS050 HYBRID

2005年末、トヨタはモータースポーツ向けハイブリッドの開発を決定。東富士研究所のモータースポーツユニット開発部において、村田久武をリーダーとするプロジェクトチームを立ち上げた。当時はまだハイブリッドカーの競技自体が成立していなかったが、耐久レースという厳しい環境下で得たノウハウを、市販車へフィードバックするという先行開発的な役割を期待された。レース仕様ではエネルギーの出し入れの応答性が良いキャパシタを蓄電装置に選んでいる。
2006年の十勝24時間レースでは、ニッケル水素バッテリーにキャパシタを追加したレクサス・GS450hを参戦させ、完走を果たした。2007年にはモーター・ジェネレーター・ユニット (MGU) とキャパシタを搭載した、GT500ベースのスープラ HV-Rで参戦し、総合優勝を果たした。これらの実験段階を経て、本格的なレース仕様のハイブリッドシステム「THS-R」 (Toyota Hybrid System-Racing) の研究開発に移った。
SUPER GTでは2012年から10年以上に渡りプリウスのGT300車両が参戦しており、ほぼ毎年優勝・表彰台を獲得する活躍を見せている。これは市販車のTHSⅡの構造部品が用いられていることは明言されているものの、システムの名称についての言及は無い。

### THS-R
ル・マン24時間レース擁するFIA 世界耐久選手権 (WEC) 初年度の2012年に、ドイツのトヨタ・モータースポーツ（現TOYOTA GAZOO Racing-Europe TMG、現TGR-E）を前線基地として、バッテリーにスーパーキャパシタを採用した『THS-R』を搭載するTS030 HYBRIDで同選手権に参戦を開始した。2014年にはモーター480馬力、エンジン520馬力で合わせて最大1000馬力を発生する新THS-Rを搭載したTS040 HYBRIDを投入し、同年のWEC年間チャンピオン（ドライバー・マニュファクチャラーズの2冠）に輝いた。2016年からは高容量のリチウムイオン電池を搭載したTS050 HYBRIDにスイッチし、2018年にはトヨタ史上初めてル・マン24時間レースを制覇した。
2021年からはLMH規定に則り、今までのレースで培った技術をより進化させた『Racing HYBRID』を搭載したGR010 HYBRIDを投入する。

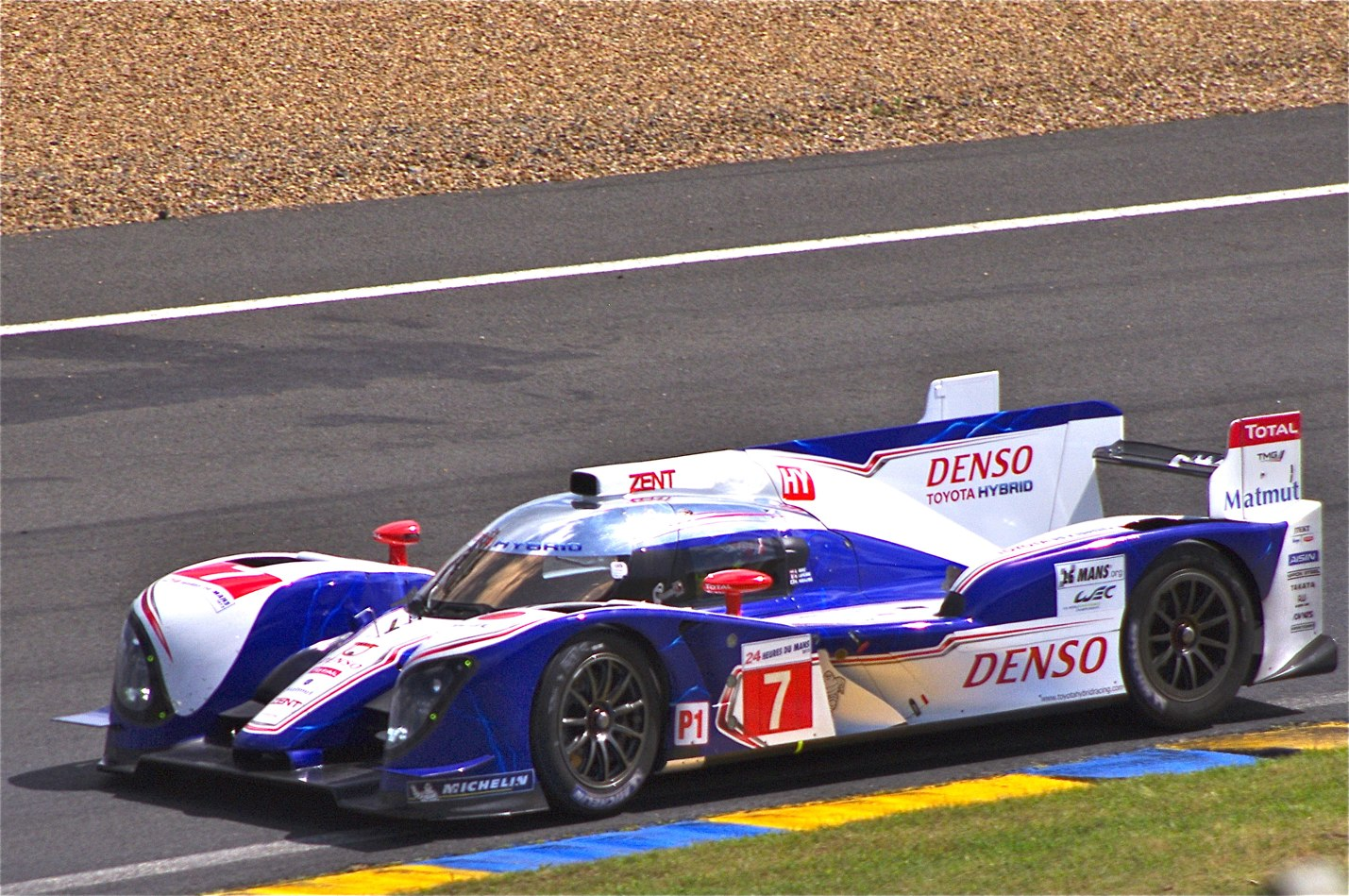
トヨタ・TS030 HYBRID
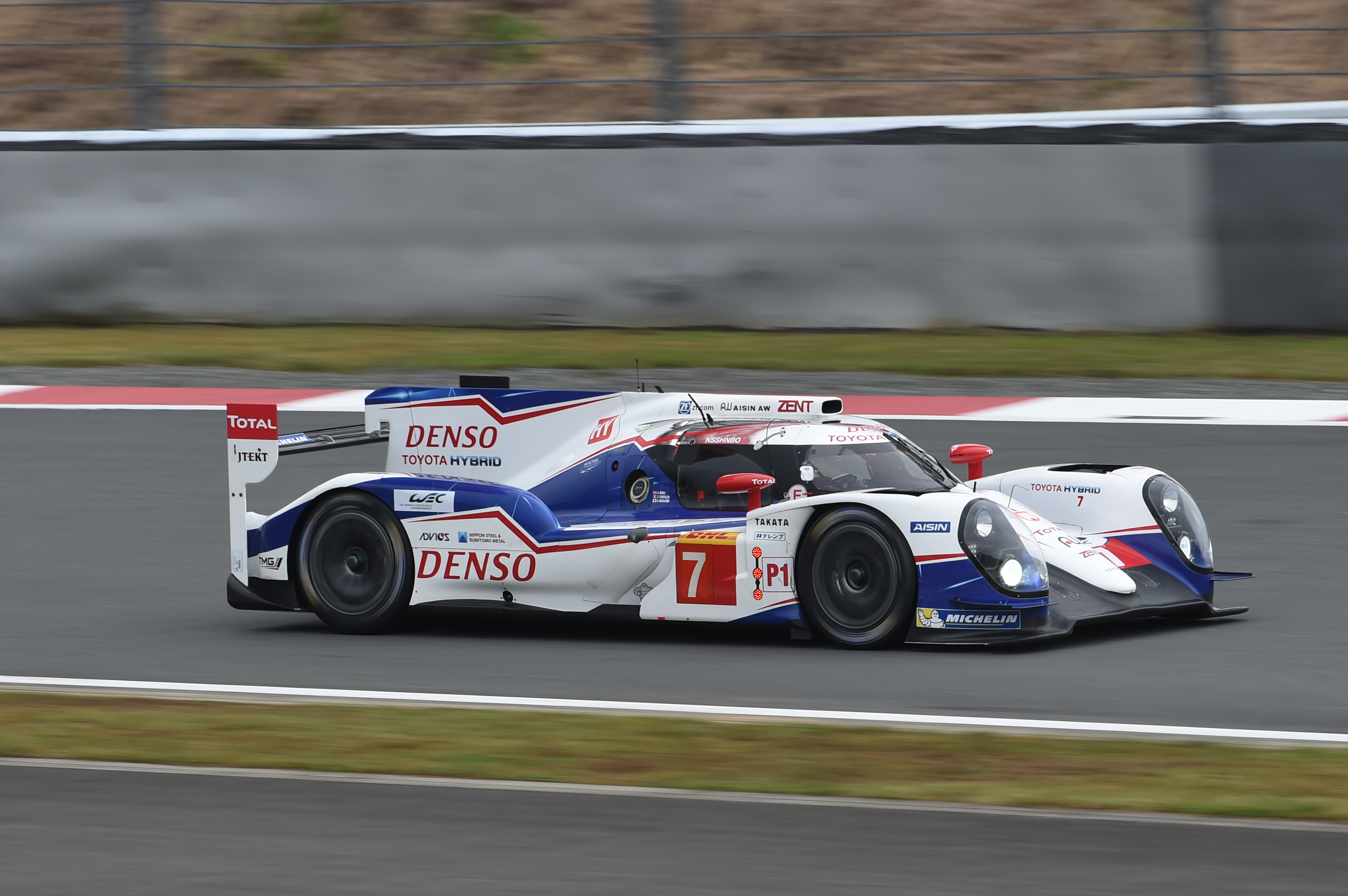
トヨタ・TS040 HYBRID
トヨタ・プリウス GT

## トヨタ系以外のTHS採用車
- 日産・アルティマハイブリッド
  - 2004年に日産はトヨタからTHSの供給を受けたコンセプトカーを登場させ、2006年から実際に北米市場で販売した。2.5LのQR25DEエンジンを搭載し、システム最大出力は198馬力を発生した[29]。しかし販売は3万5000台と振るわず、2011年に生産を終えている。
- マツダ・アクセラハイブリッド
  - ディーゼル・ガソリン車のみを販売していたマツダが、ハイブリッドをラインナップに欲する販売店の強い要望を受け、2013年から発売。ミラーサイクル化されたSKYACTIV-Gの直噴2リッター直4自然吸気エンジンに、3代目プリウス用のTHSIIを組み合わせている。エンジン・モーターの出力は「色々試したが、これが最も効率が良かった」として、プリウスと全く同じ数値にチューニングされた[30]。マツダはこれに独自の走りの味付けをしてSKYACTIV-HYBRIDと名乗った。なお、THSの制御の難しさから、発売後1年半は他のアクセラでは標準装備だった衝突被害軽減ブレーキが搭載されていなかった。売れ行きはアクセラ全体の1割未満、2018年には月50台程度と全く伸びず、2019年のフルモデルチェンジ・MAZDA3へのモデル名変更とともに廃止された[31]。なおMAZDA3になってから登場したSKYACTIV-Xエンジン（火花点火制御圧縮着火エンジン）採用モデルもハイブリッドシステムこそ搭載しているが、THSIIではなく「M Hybrid」（エムハイブリッド）という名称のマイルドハイブリッドシステムである。
- スバル・クロストレック ハイブリッド
  - 日本名『XV』のPHV版で、2018年10月に北米で発売することが発表された。ハイブリッドシステムはTHSIIを基に開発され、リチウムイオンバッテリーやパワーコントロールユニットなどもトヨタ製のものを用いる。スバルはこの電気式CVTを「TH2A」[32]と呼んでいる。一方、エンジンはスバルの代名詞である縦置き水平対向エンジンを搭載してシンメトリカルAWD構成を維持しており、独自色が強い[33]。モーターのみで28 kmの走行を可能とする。
- トランプチ・GS8HEV[34]/M8HEV[35]
  - BluE Nexus経由で外販。広汽製のエンジンと組み合わせて搭載される。

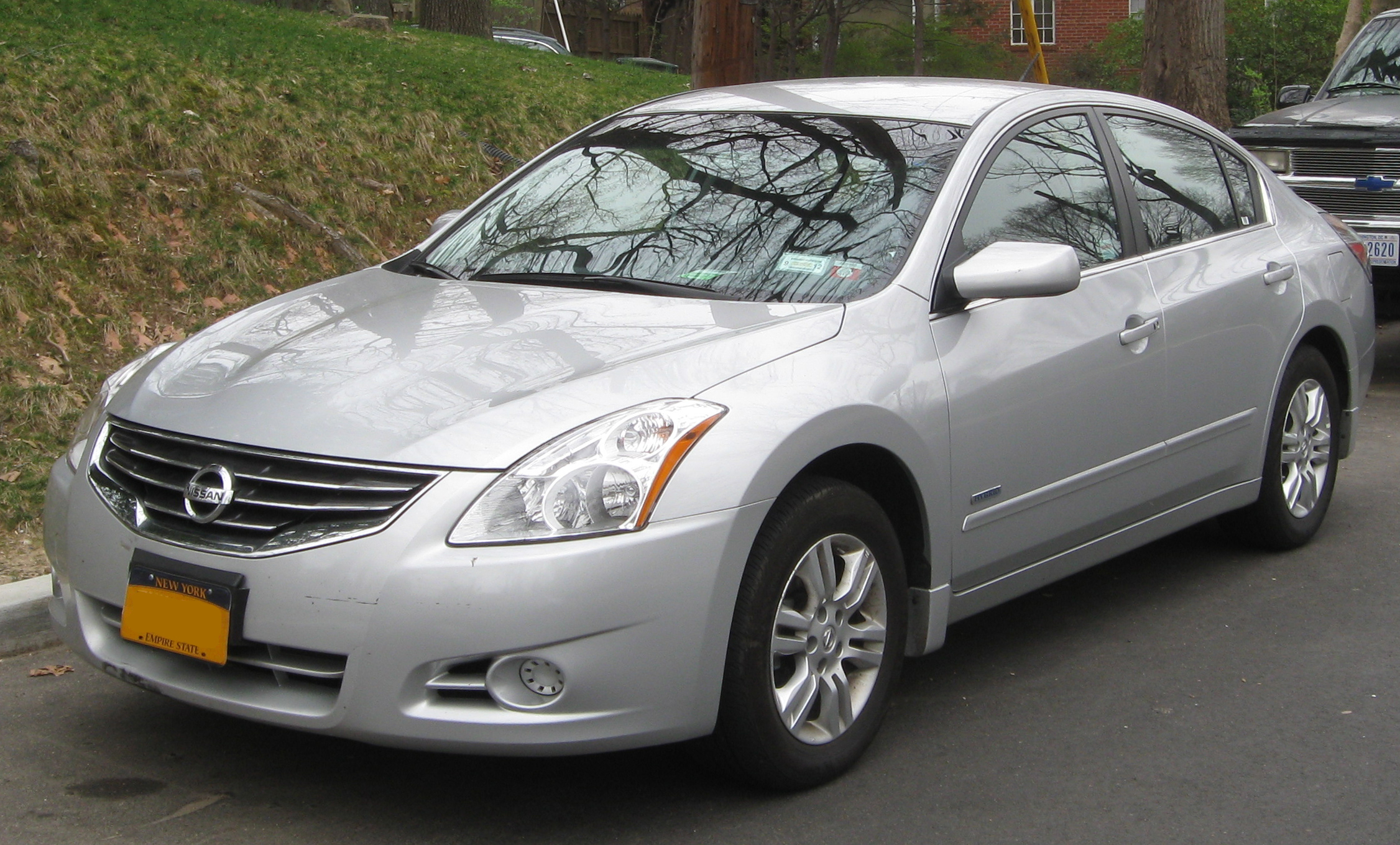
アルティマハイブリッド
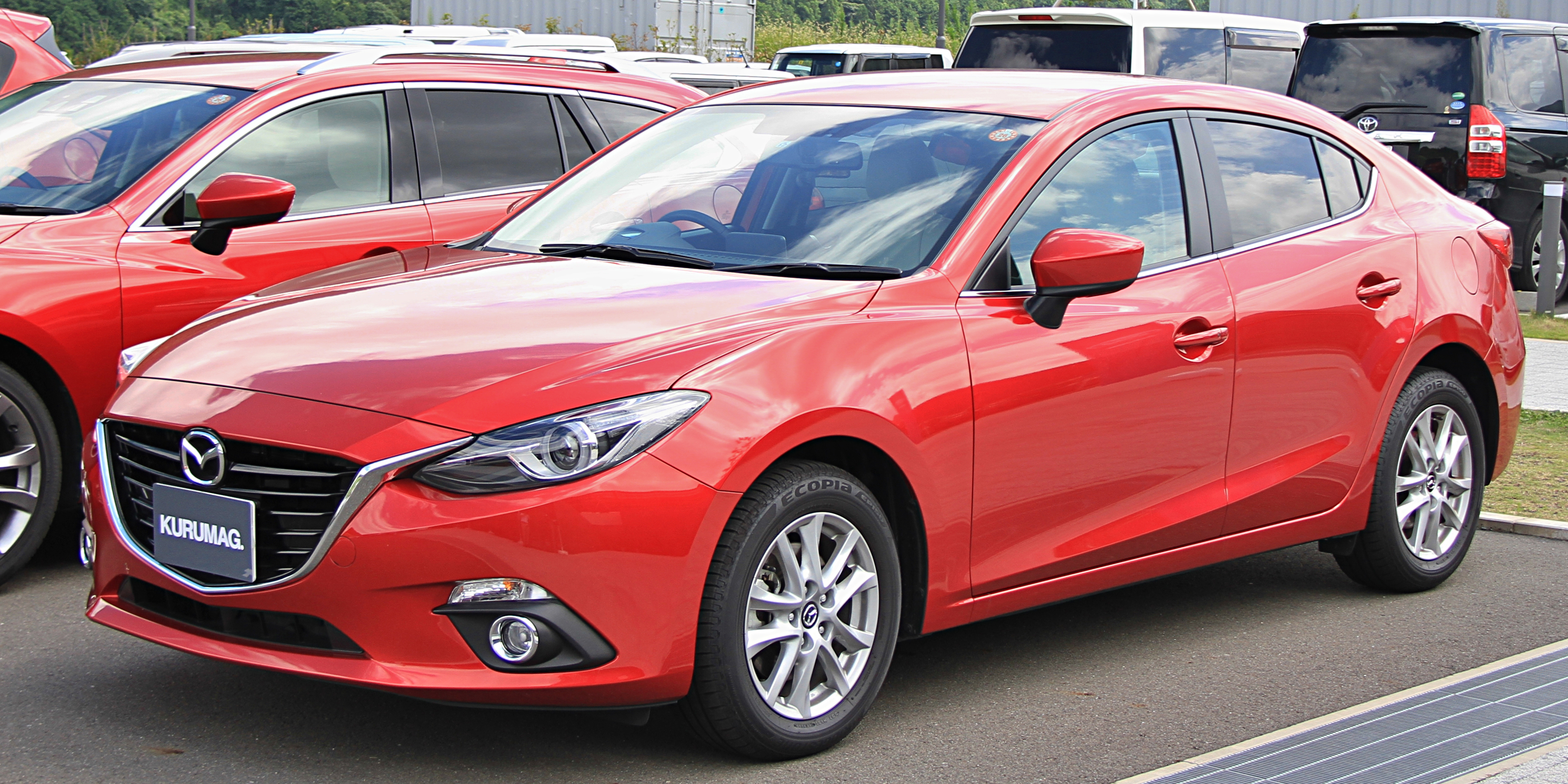
アクセラハイブリッド
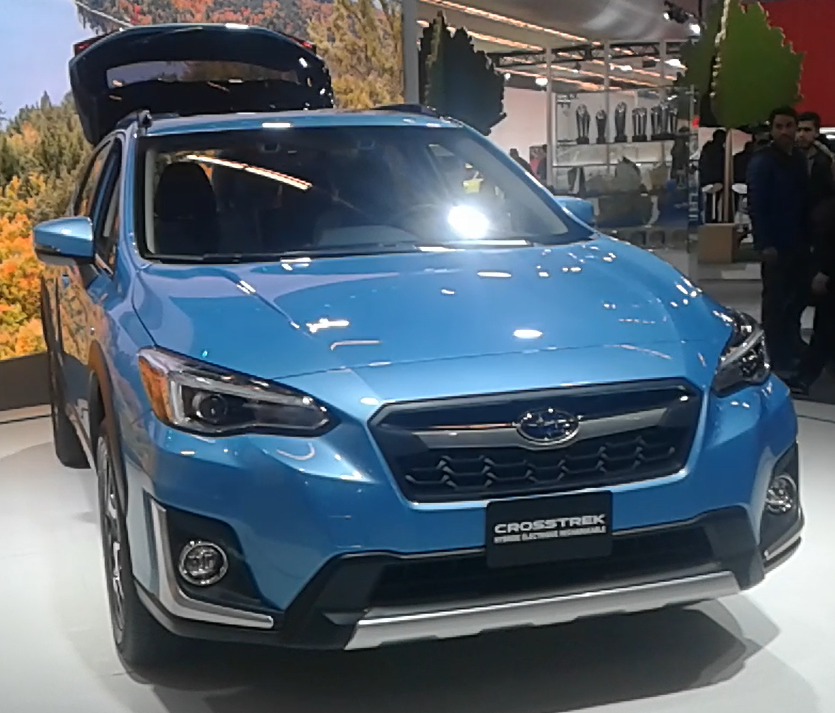
クロストレックハイブリッド

### OEM供給車
- ダイハツ・メビウス（2012年 - 2021年、プリウスαベース）
- ダイハツ・アルティス（2012年 -、カムリベース）
- スズキ・アクロス（2020年 -、RAV4 PHVベース）
- スズキ・スウェイス（2020年 -、カローラツーリングスポーツベース）
- スズキ・ランディ（2022年 -、ノアベース）
- マツダ・ファミリアバン（2022年 -、プロボックスベース）
- マツダ・MAZDA2ハイブリッド（2022年 -、ヤリスベース）

### その他
- 初代フォード・エスケープHEV/マーキュリー・マリナーHEVは、アイシン・エイ・ダブリュから遊星歯車機構を用いた2モーター式ハイブリッドシステム「HD-10」の供給を直接受けていたが、これはアイシンが1980年代から独自に開発を続けていたものを製品化したものであり、THSとは異なる[36]。